# Веригинская (Бестужевское сельское поселение)
Веригинская — деревня в Устьянском районе Архангельской области.

## География
Находится в южной части Архангельской области на расстоянии приблизительно 69 км на север-северо-восток по прямой от административного центра района поселка Октябрьский на правом берегу речки Верюга.

## История
В 1859 году здесь (деревня Вельского уезда Вологодской губернии) было учтено 26 дворов. До 2022 года входила в Бестужевское сельское поселение до его упразднения.

## Население
Численность населения: 169 человек (1859 год), 85 (русские 99 %) в 2002 году, 55 в 2010.